# الخوذة (فلم)
الخوذة هو فيلم مصري كان قيد التحضير في أواخر عام 2019، من تأليف وإخراج حاتم صلاح الدين، ومن بطولة طلعت زكريا. توقف المشروع بعد وفاة الفنان قبل بدء التصوير، ليُعدّ من الأعمال غير المكتملة.

## التحضير
بدأ الفنان طلعت زكريا التحضير للفيلم في أواخر 2019 من خلال جلسات عمل مكثفة مع فريق العمل، وكان من المخطط أن يبدأ التصوير خلال أسبوعين من تاريخ تصريحاته.
صرحت ابنته إيمي طلعت زكريا أنها ستشارك معه في الفيلم، وأن العمل ينتمي إلى نوعية "الكوميديا الفانتازيا" في إطار اجتماعي خفيف، مؤكدة أن والدها يتعامل معها كفنانة وليست كابنته.

## القصة والطابع الفني
ذكرت الصفحة الرسمية للفيلم أن العمل لا علاقة له بالموتوسيكلات كما ظن البعض، وإنما يتناول قيمًا إنسانية واجتماعية مع عنصر من الخيال العلمي في إطار كوميدي.

## طاقم العمل
- بطولة: طلعت زكريا، ميرنا وليد، إيمي طلعت زكريا، إنعام سالوسة.[2][4][5]
- تأليف وإخراج: حاتم صلاح الدين.[3][2]

## توقف المشروع ووفاة طلعت زكريا
توفي الفنان طلعت زكريا في 8 أكتوبر 2019 عن عمر 59 عامًا، وذلك قبل أيام قليلة من بدء تصوير الفيلم.
بسبب الوفاة، توقف المشروع نهائيًا وأُدرج ضمن الأعمال الفنية غير المكتملة.

## ما بعد الوفاة
صرح ابن الفنان أن «الخوذة» كان أحد المشاريع قيد التنفيذ إلى جانب أعمال أخرى لم تُستكمل، مثل الزيبق 2 وحريم كريم 2 وماما حلوة.

## روابط خارجية
- «في الفن»: طلعت زكريا يحضّر لفيلم جديد «الخوذة»
- «السينما.كوم»: خبر عن بدء تحضيرات «الخوذة»
- «اليوم السابع» (2025): مشاريع فنية لم تكتمل
- «ألوان الوطن»: «الخوذة»… قصة فيلم لن يكمله طلعت زكريا (فيديو وصور)
- «الجريدة» الكويتية: خبر التحضير لفيلم «الخوذة»
- «الوطن»: خبر عن تحضيرات «الخوذة» قبيل وفاة طلعت زكريا
- «في الفن»: إيمي طلعت زكريا عن مشاركتها في «الخوذة»
- «مصراوي»: إيمي طلعت زكريا تشارك والدها في «الخوذة»
- «البلاد»: طلعت زكريا يواصل التحضير ويبدأ التصوير بعد أسبوعين
- «اليوم السابع»: تصريح حول «حريم كريم 2» (ضمن سياق مشاريعه)
- «سوريا اليوم»: بعد غياب عامين… يعود بفيلم جديد
- «مبتدا»: محطات تاريخية في حياة طلعت زكريا (يتضمن ذكر «الخوذة»)